# Rossija 1
Rossija 1 (russisch Россия 1), zuvor auch RTR (PTP) oder Telekanal Rossija (Телеканал Россия) genannt, ist ein staatlicher Fernsehsender in Russland. Er unterhält in Russland landesweit 80 Regionalredaktionen, die sich in Regionalfenstern in das landesweite Programm einblenden. Der Sender ist Bestandteil der russischen Propaganda, diese wurde seit dem russischen Überfall auf die Ukraine 2022 nochmals verschärft.

## Geschichte
Der Vorläufer von Rossija 1 existierte bereits zu Zeiten der Sowjetunion als offizieller Staatssender der Russischen Teilrepublik und wurde 1991 in Telekanal Rossija umbenannt. 1998 wurde der Sender in die staatliche Medienholding WGTRK integriert und untersteht seitdem indirekt der Medienaufsicht der Regierung. Ähnlich wie beim ebenfalls staatlichen Sender Perwy kanal wird vor allem die einseitig-regierungstreue Berichterstattung von Rossija von politischen Beobachtern kritisch gesehen. Weiter kritisiert wird die mangelnde Unabhängigkeit des Senders durch die Aufsicht der Regierung über die Staatsholding als Besitzer. Mit der Umfirmierung des vorherigen Kanals Rossija Sport zu Rossija 2 im Januar 2010 und dessen Ausbau zu einem Vollprogramm wurde der Telekanal Rossija in Rossija 1 umbenannt.

## Marktanteile
Die Popularität des Senders nahm Ende der 2010er Jahre ab. Die Anzahl der Befragten, die Rossija 1 regelmäßig einschalten, sank von 72 auf 47 Prozent. Als Hauptgrund für den Zuschauerschwund beim staatlichen TV-Sender gilt der drastische Vertrauensverlust in der Bevölkerung. Nur noch knapp über die Hälfte aller Zuschauer glaubt dem, was der Sender berichtet.
Der landesweite Marktanteil des Kanals Rossija auf dem russischen TV-Sektor betrug laut einer Erhebung 2003 noch über 20 %, womit er hinter ORT auf Rang 2 lag. 96 % der russischen Bevölkerung können Rossija empfangen und über 75 % haben bei einer Umfrage 2006 den Sender mindestens wöchentlich eingeschaltet, womit der Sender auch in diesen beiden Disziplinen landesweit auf Rang 2 lag.

## Programm

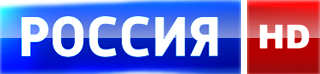
HD-Logo (seit 29. Dezember 2012)

Rossija strahlt ein Fernsehvollprogramm aus, das von 135 Millionen Zuschauern empfangen werden kann. Bis 2001 war ein hoher Anteil US- und Lateinamerikanischer Produktionen bei Rossija. Seit einigen Jahren produziert der Sender eigene Filme und Serien.
Der Sender ist Bestandteil der russischen Propaganda, die seit dem russischen Überfall auf die Ukraine 2022 nochmals verschärft wurde.
Vorgeworfen werden vor allem die Verbreitung von Desinformation.
Ausländische Serien (in Klammern die Jahre der Ausstrahlung)
- California Clan (1992–2002)[8]
- Muñeca Brava (1999–2000)
- Manuela
- Ricos y Famosos
- Celeste (2001–2002)
- Kachorra (2001)
- Teletubbies
- Kommissar Rex (oft wiederholt)
- Fort Boyard

Russische Serien
- Marsch Turezkogo (russisch Марш Турецкого, deutsch Marsch von Turezki) (2000–2002) – Krimiserie
- Kamenskaja (russisch Каменская, deutsch Kommissarin Kamenskaja) (1999–2005) – Krimiserie
- Worowka (russisch Воровка, deutsch Diebin) (2001–2002) – Drama- und Krimiserie
- Undina (russisch Ундина, deutsch Undine) (2003–2005) – Telenovela
- Bednaja Nastja (russisch Бедная Настя, deutsch Arme Nastja) (2004–2005) – historische Telenovela
- Iszelenije ljubowju (russisch Исцеление любовью, deutsch Heilung durch die Liebe) (2005) – Telenovela
- Odnaschdy budet ljubow (russisch Однажды будет любовь, deutsch Einmal wird es die Liebe geben) – Telenovela
- Karmelita (russisch Кармелита, deutsch Karmelita) (2005) – Telenovela
- Karmelita: Zyganskaja strast (russisch Кармелита: Цыганская страсть, deutsch Karmelita: Zigeunerische Leidenschaft) (2009–2010) – Telenovela
- Sklifosowskij (russisch Склифосовский) (seit 2012) – Krankenhausdrama
- Scherlok Holms (russisch Шерлок Холмс, deutsch Sherlock Holmes) (2013) – Krimiserie
- Rodina (russisch Родина, deutsch Heimat) (2015) – Psychothriller, Spionagethriller
- Tichij Don (russisch Тихий Дон, deutsch Ruhiger Don) (2015) – Kriegsdrama

Sendungen
- Westi (deutsch Nachrichten) (seit 1991)
- Westi nedeli (deutsch Nachrichten der Woche) (seit 2001)
- Utro Rossii (deutsch Russlands Morgen) (seit 1998)
- Westi. Deschurnaja tschast (deutsch Nachrichten. Bereitschaftsdienst)
- Spezialny korrespondent (deutsch Sonderberichterstatter)
- Wokrug sweta (deutsch Rund um die Welt)
- Spokojnoj notschi, malyschy! (deutsch Gute Nacht, Knirpse) (seit 2002)
- Gorodok (deutsch Städtchen) (seit 1993)
- Sto k odnomu (deutsch Hundert zu eins) (seit 1998)
- Sam sebe reschissjor (deutsch Ich bin mein eigener Regisseur) (seit 1992)
- Woskresny Wetscher s Wladimirom Solowjowym (deutsch Sonntagabend mit Wladimir Solowjow) (seit 2012 auf Rossija 1, 2005–2008 auf NTW)
- Tanzy so swjosdami (deutsch Tanzen mit Stars), russische Variante von Let’s Dance
- Anschlag und Smechopanorama

## Verbot in Frankreich
Die Organisation Reporter ohne Grenzen forderte im September 2022 wegen Kriegspropaganda die Sperrung von Rossija 1 in Frankreich, außerdem die von Perwy kanal und NTW. Die von den drei Sendern ausgestrahlten Inhalte riefen zu Hass und Völkermord auf. Im Dezember 2022 ordnete die französische Medienaufsicht Arcom wegen  mehrfachen Falschinformationen und Anstiftung zu Gewalt und Hass das Verbot von Rossija 1 an.